# Cyclosorus rupiinsularis
Cyclosorus rupiinsularis är en kärrbräkenväxtart som först beskrevs av Francis Raymond Fosberg och som fick sitt nu gällande namn av David H. Lorence.
Cyclosorus rupiinsularis ingår i släktet Cyclosorus och familjen Thelypteridaceae. Inga underarter finns listade i Catalogue of Life.